# Patricia Fara
Pour les articles homonymes, voir Fara.
Patricia Fara est une historienne des sciences britannique connue notamment pour ses travaux sur les  femmes dans la science. 
Elle est membre émérite du Clare College où elle était auparavant directrice des études d'histoire et de philosophie des sciences. Elle a été également professeur à l'Université de Cambridge au Département d'histoire et de philosophie des sciences, et membre du Darwin College. Entre 2016 à 2018, elle est présidente de la British Society for the History of Science (en). En 2016, elle est nommée présidente de l'Antiquarian Horological Society (en),.
Patricia Fara est l'auteur de nombreux livres à destination du grand public portant sur l'histoire des sciences ; elle participe sur les ondes de la BBC Radio 4 à la série d'émissions sur la science et l'histoire, In Our Time.
Elle est diplômée de l'Université d'Oxford et fait son doctorat à l'Université de Londres.

## Formation
Fara commence sa carrière universitaire en tant que physicienne, puis redevient étudiante et se spécialise en histoire et philosophie des sciences. Elle complète sa thèse de doctorat à l'Imperial College de Londres en 1993,.

## Recherches
P. Fara s'intéresse surtout au rôle des femmes dans la science et à l'histoire des sciences en Angleterre au siècle des Lumières. Elle écrit sur de nombreuses femmes chercheuses dans les disciplines des mathématiques, de l'ingénierie et de la médecine, comme Hertha Ayrton, Lady Helen Gleichen, Mona Chalmers Watson, Helen Gwynne-Vaughan, Isabel Emslie Hutton, Flora Murray, Ida Maclean, Marie Stopes et Martha Annie Whiteley,,,,,. En 2013, elle publie un article dans Nature soulignant le fait que les biographies de femmes scientifiques perpétuent d'anciens stéréotypes. Elle plaide en faveur d'un accès élargi des mères aux services de garde d'enfants, un des moyens de favoriser les carrières féminines, notamment dans les sciences. Elle a écrit et co-écrit un certain nombre de livres pour enfants sur la science.

## A Lab's of One's Own[15]
Ce livre de P. Fara paru en 2017 éclaire l'évolution de la position de nombreuses femmes scientifiques pendant la Première Guerre mondiale en Grande-Bretagne. Au début du XXe siècle, les femmes anglaises sont en butte à des préjugés confortés dans une certaine mesure par la théorie de la sélection sexuelle de Charles Darwin, qui leur attribue un crâne intermédiaire entre l'enfant et l'homme, et une intelligence inférieure à celle des individus masculins (voir Opinions de Darwin sur les femmes). Le départ des hommes pour le front laisse vacantes des places qui sont occupées par des femmes. Cependant lorsque pendant la guerre de 14-18 des femmes prennent le relais des hommes à des postes importants, comme Dorothea Bate au Musée d'histoire naturelle de Londres, elles demeurent sous-payées. Helena Gleichen qui sait réaliser des radiographies met sa vie en danger pour radiographier des milliers de soldats blessés par balles sur le front italien ; elle souffre de lésions causées par les rayonnements ; pourtant, elle est aujourd'hui une figure oubliée des commémorations de la Grande Guerre. Deux compagnes lesbiennes, Louisa Garrett Anderson et Flora Murray, anciennes  suffragettes, ont dirigé à Londres un hôpital militaire employant exclusivement des femmes ; elles y ont entrepris des recherches médicales visant à prévenir certaines blessures de guerre. Martha Whitely qui suivait une formation en pharmacologie à l'Imperial College de Londres y a conduit pendant la guerre des expériences scientifiques visant à tester le gaz moutarde ; l'explosif « DW » a été ainsi nommé en son honneur («Docteur Whitely»).
L'ouvrage consacre également un portrait à Ray Costelloe, passionnée de mathématiques, qui fonde une école de soudure et milité en faveur du droit de vote des femmes ; ainsi qu'un autre à Marie Stopes, maître de conférence en sciences à l'Université de Manchester (la première femme à occuper ce poste), qui développe l'éducation à la contraception et diffuse dans ce but auprès de femmes et d'hommes les connaissances nécessaires relatives à la reproduction.

## Récompense
- 2011 : Dingle Prize, British Society for the History of Science ; ce prix récompense l'ouvrage Science: A Four Thousand Year History (2009)[16]; ce livre a été traduit en neuf langues[15].

## Publications
- Fara, Patricia, Sympathetic attractions : magnetic practices, beliefs, and symbolism in Eighteenth-Century England, Princeton University Press, 1996 (ISBN 9780691010991, lire en ligne)
- Fara, Patricia, « Presidential portraits : Joseph Banks in the National Library », National Library of Australia News, vol. IX, no 3,‎ décembre 1998, p. 7–10 (lire en ligne [archive du 20 janvier 2012])
- Patricia Fara (2002) An Entertainment for Angels: Electricity in the Enlightenment Icon Books
- Patricia Fara (2002) Newton: The Making of Genius Pan-MacMillan
- Patricia Fara (2002) Scientists Anonymous: Great Stories of Women in Science. Totem Books.
- Patricia Fara, Sex, Botany and Empire: The Story of Carl Linnaeus and Joseph Banks, Cambridge, Icon Books, 2003 (ISBN 9781840464443, lire en ligne)
- Patricia Fara (2004) Pandora's Breeches: Women, Science and Power in the Enlightenment Pimlico Books
- Patricia Fara (2005) Fatal Attraction: Magnetic Mysteries of the Enlightenment Icon Books
- Patricia Fara (2009) Science: A Four Thousand Year History Oxford University Press
- Patricia Fara, Erasmus Darwin : sex, science, and serendipity, Oxford, Oxford University Press, 2012 (ISBN 9780199582662, lire en ligne)[17]
- Patricia Fara, A Lab of One's Own: Science and Suffrage in the First World War, Oxford, Oxford University Press, 2017 (lire en ligne)[18],[19],[20].
- Patricia Fara. « Women in science: A temporary liberation ». Nature 511, no 7507 (2 juillet 2014): 25‑27. doi:10.1038/511025a.
- Patricia Fara « Women in Science: Weird Sisters? ». Nature 495, no 7439 (7 mars 2013): 43‑44. doi:10.1038/495043a.

## Émissions radiophoniques
- BBC Radio 4 In Our Time Ada Lovelace, 6 mars 2008[21]
- BBC Radio 4 In Our Time  'Vitalism', 28 octobre 2008[22].
- BBC Radio 4 In Our Time  'Baconian Science', 2 avril 2009[23].
- BBC Radio 4 In Our Time  Calculus, 24 septembre 2009[24]
- BBC Radio 4 In Our Time 'Women and Enlightenment Science', 4 novembre 2010[25].
- BBC Radio 4 In Our Time  'Robert Hooke', 18 février 2016[26].
- BBC Radio 4 The Forum    Marie Curie - A Pioneering Life, 19 août 2017[27]
- BBC Radio 4 In Our Time  Rosalind Franklin, 22 février 2018[28]
- BBC Radio 4 Science Stories Madame Lavoisier's Translation of Oxygen, 21 août 2019[29].

## Articles sur les publications de Patricia Fara
- Papy Darwin[30]
- Entretien à propos de A Lab's of One's Own[15]